# Arabella Stuart

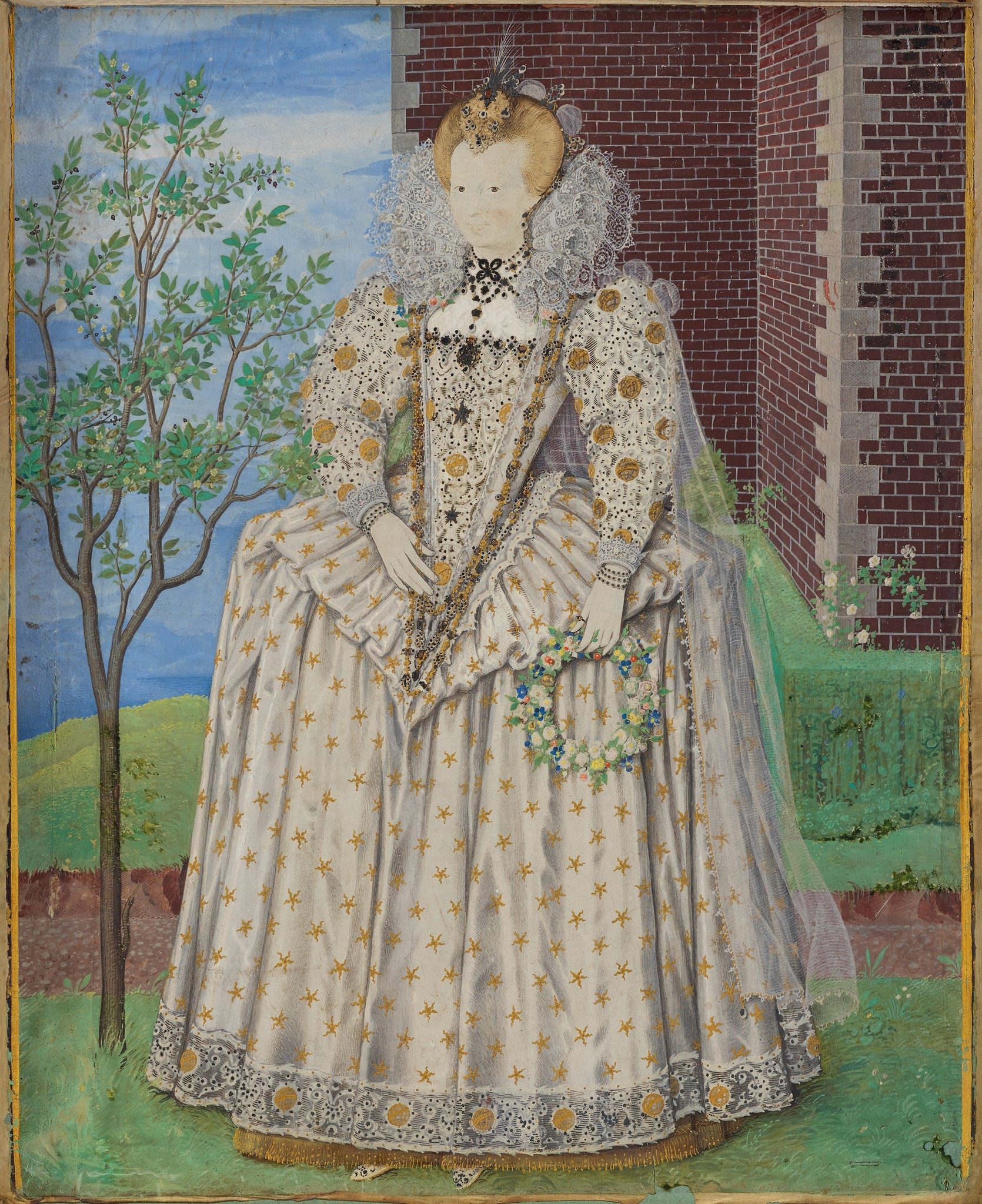
Lady Arbella Stuart 1592-ben, 16 évesen. Nicholas Hilliard miniatúrája.

Arabella Stuart (1575. november 10. – 1615. szeptember 27.) angol nemesasszony volt, aki származása miatt előkelő helyen szerepelt a trónvárományosok sorában. VI. és I. Jakab uralkodása alatt titokban feleségül ment William Seymourhoz, Somerset 2. hercegéhez, aki szintén előkelő helyen szerepelt a trónvárományosok sorában. Jakab király bebörtönözte William Seymourt, Arbella Stuartot pedig házi őrizet alá helyezte. Amikor férjével megpróbált elmenekülni Angliából, a tengeren elfogták őket és a Londoni Towerbe zárták, ott halt meg 39 évesen.

## Származása
Ő volt Charles Stuart, Lennox 1. grófjának (a cím harmadik létrehozásából) és Elizabeth Cavendish házasságának egyetlen gyermeke. Nagyapja Matthew Stewart, Lennox 4. grófja (a cím második létrehozásából). Nagyanyja Lady Margaret Douglas volt, Archibald Douglas, Angus 6. grófjának és Tudor Margitnak a lánya. Arbella VII. Henrik angol király ükunokája volt.
Apai nagyszülei, Lennox 4. grófja és Margaret Douglas nyolc gyermekük közül két fiút neveltek fel, akik túlélték a gyermekkort: Arbella apját, Charlest, és idősebb bátyját, Henry Stuartot, Lord Darnley-t, aki Stuart Mária skót királynő második férje és VI. Jakab skót, angol és ír király apja lett. Anyai nagyszülei Sir William Cavendish és felesége, Elizabeth, ismertebb nevén „Bess of Hardwick” voltak.

## Gyerekkora
Arbella apja, Charles 1576-ban halt meg, amikor Arbella még csecsemő volt. Édesanyja, Elizabeth Cavendish, Lennox grófné nevelte egészen 1582-ig. Anyja halála után a hétéves Arbella árva lett, és Bess, a nagyanyja lett a gyámja. Gyermekkorának nagy részét a nagyanyja védelmében, a derbyshire-i Hardwick Hallban töltötte, ahol 1568-ban Bess férjhez ment Shrewsbury 6. grófjához, George Talbothoz. Arbella a húszas éveiben is folytatta tanulmányait, több nyelvet tanult, valamint lanton, hegedűn és csembalón játszott.

## Kiházasítási ötletek
Az angol trónöröklési sorban Arbella Stuart a negyedik helynél soha sem foglalt el előkelőbb helyezést. Jogosult volt az öröklésre VII. Henrik dédunokájaként, több közvetlen férfiági leszármazott – például I. Jakab és gyermekei – megelőzte őt a rangsorban. VI. Jakab skót király trónigényének megerősödésével, valamint Jakab gyermekeinek születése után Arbella egyre hátrébb került az öröklési sorban.
Arbella Stuart számára magas státusza miatt gyermekkorától kezdve folyamatosan keresték a megfelelő házassági partnert. 1588-ban VI. Jakab Ludovic Stuart-ot, Lennox 2. hercegét javasolta, sikertelenül. A potenciális jelöltek között szerepeltek Alessandro Farnese, Parma hercegének fiai Ranuccio és Odoardo. A protestáns hitben nevelt Arbella a terv szerint katolikus hitre tért volna át. Ám az idősebb fiú,  Ranuccio, már házas volt, míg a fiatalabb, Odoardo felszentelt pap és bíboros volt. Bár a pápa kész lett volna Odoardo cölibátusi kötelezettségei alól felmenteni, Erzsébet királynő ellenszegült a tervnek. 1604-ben III. Zsigmond lengyel király követe érkezett Angliába, hogy Arbellát feleségül kérje, de a kérőt kikosarazták.

## Házassága és halála
Arbella Stuart 1603 augusztusában érkezett I. Jakab udvarába, ahol rangjához méltóan fogadták. Arbella 1610-ben beleszeretett William Seymourba, aki ekkor Lord Beauchamp címet viselte, később Somerset 2. hercege lett. Lord Beauchamp a trón hatodik várományosa volt, Arabella a negyedik – a király attól tartott, hogy ez a házasság esetleg egy trónra törési kísérlet előjele lehet. A házaspár titokban, 1610. június 22-én, a Greenwich-palotában összeházasodott. Engedély nélküli házasságuk miatt I. Jakab király mindkettejüket bebörtönözte, Lord Beauchamp a Towerbe került, Arabella házi őrizetbe.
Arbella férfi ruhába öltözve megszökött, a Temzén keresztül hajózott Kent megyébe, majd Franciaország felé vette az irányt. Jakab király emberei még azelőtt elfogták Arbella hajóját, hogy az elérte volna Calais-t és visszavitték Angliába, ahol a Towerbe zárták. Lord Beauchamp is álruhát öltve szökött meg a Towerből, de őt még angol földön elfogták. Arbella Seymour  utolsó napjait a Towerben töltötte, ahol étkezést megtagadva megbetegedett, és 1615. szeptember 25-én meghalt. Szeptember 29-én temették el a Westminster-apátságban. A XIX. században, I. Jakab sírjának keresése során Arbella ólomkoporsóját találták meg Stuart Mária sírkamrájában, közvetlenül a királynő koporsója fölé helyezve.

## Fordítás
- Ez a szócikk részben vagy egészben  a   Lady Arbella Stuart című angol Wikipédia-szócikk ezen változatának fordításán alapul.  Az eredeti cikk szerkesztőit annak laptörténete sorolja fel. Ez a jelzés csupán a megfogalmazás eredetét és a szerzői jogokat jelzi, nem szolgál a cikkben szereplő információk forrásmegjelöléseként.